# Fraport
Fraport (de Frankfurt Airport) est une entreprise allemande spécialisée dans la gestion aéroportuaire. Fraport est l'exploitant de l'aéroport de Francfort-sur-le-Main, ville dans laquelle est également situé son siège social. Elle tient également des participations dans d'autres aéroports allemands et à l'étranger.
Fraport est cotée en bourse et fait partie du MDAX de la Deutsche Börse. L'entreprise est dirigée par Stefan Schulte, son prédécesseur jusqu'en août 2009 était Wilhelm Bender. Elle emploie environ 20 000 salariés.

## Histoire

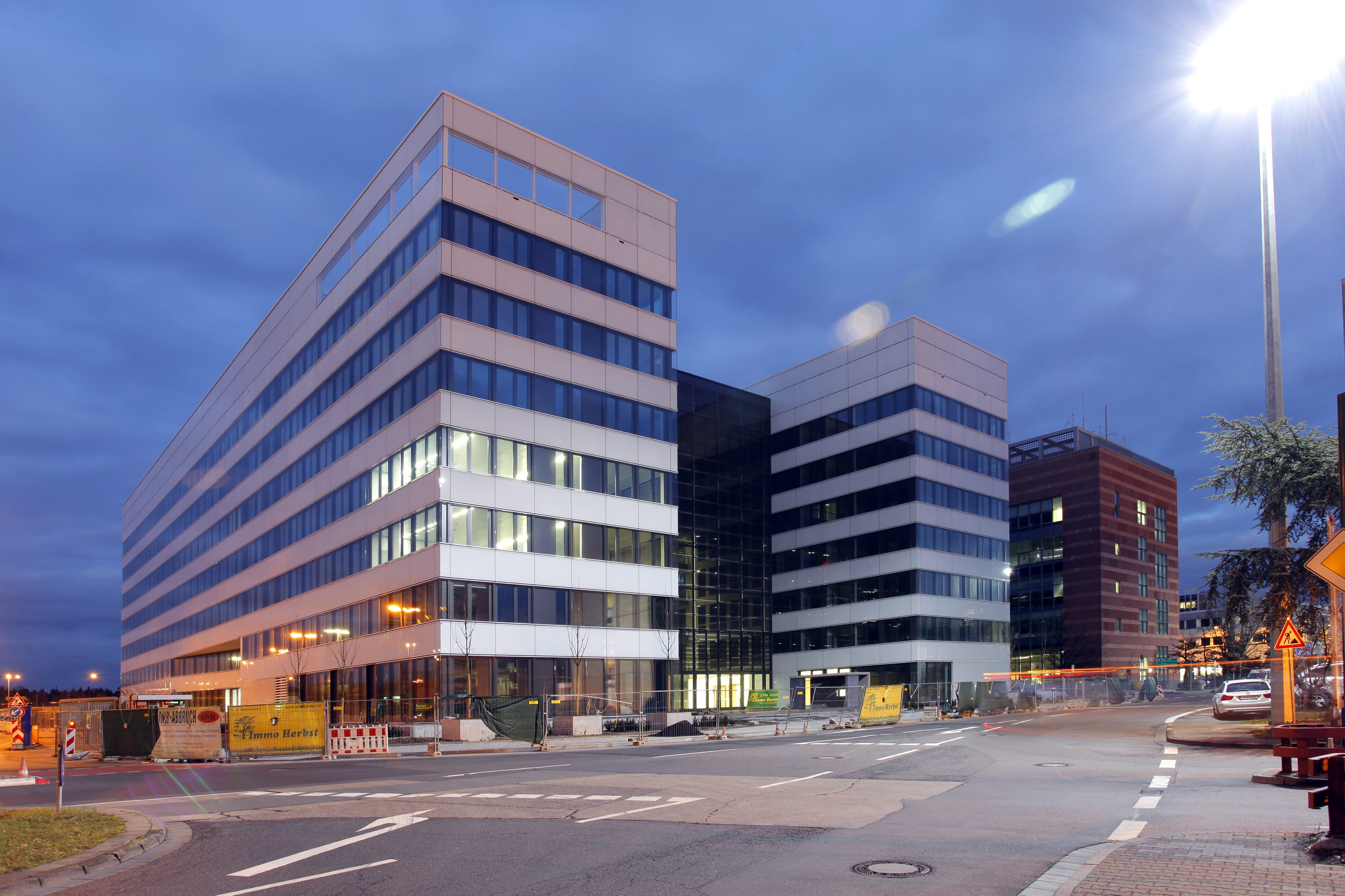
Siège de Fraport en 2013

L'histoire de Fraport est étroitement liée à l'histoire de l'aéroport de Francfort-sur-le-Main. Regroupant quelques salariés et le matériel ayant survécu la guerre, les Américains, qui contrôlent l'aéroport et qui y avait installé la base de leurs forces armées aériennes en Europe, confient à la nouvelle Verkehrsaktiengesellschaft Rhein-Main (VAG) de construire et d'exploiter les aérogares et les bâtiments de service à partir de 1947. En 1949, les Américains lui cèdent la gestion du trafic civil de l'aéroport.
Devenue la Frankfurter Flughafen AG (FAG) en 1954, la propriété de l’aéroport et de son opérateur est réorganisée en 1955 après la récupération de la souveraineté aérienne par la RFA : 45 % de la société anonyme sont détenus par le Land de Hesse, 29 % par la ville de Francfort et 26 % par le Bund, l’État fédéral.
La FAG est partiellement privatisée par l’introduction d’une partie du capital en bourse en 2001. À cette occasion, la société est renommée Fraport.
En août 2014, Fraport acquiert AMU Holdings qui possèdent des espaces commerciaux dans les aéroports de Baltimore, Boston, Cleveland et Pittsburgh, pour un montant inconnu.
En décembre 2015, après des longs mois de discussion, Fraport acquiert une concession de 40 ans sur 23 aéroports régionaux en Grèce, contre 1,2 milliard de dollars payable sur cette durée.

## Actionnaires
Avec environ 51 % des actions détenues par la ville de Francfort-sur-le-Main et le Bundesland de Hesse, Fraport reste une entreprise cotée en bourse sous contrôle public. Plus précisément, la structure de l'actionnariat de Fraport est la suivante (au 30 juin 2011) :
- 31,49 % Bundesland Hesse
- 20,11 % ville de Francfort-sur-le-Main via Stadtwerke Frankfurt am Main Holding GmbH (services techniques municipaux)
- 9,92 % Deutsche Lufthansa AG
- 4,90 % Artio Global Investors
- 33,58 % inconnu (particuliers, salariés et autres institutionnels)

## Aéroports
À côté de son cœur d'activité autour de l'aéroport de Francfort, Fraport participe, à travers des participations à des degrés divers, à la gestion des aéroports suivants,:
- Europe
  - Les aéroports de Burgas et de Varnas en Bulgarie  (participation de 60 %)
  - L'aéroport international Pulkovo de Saint-Pétersbourg en Russie (participation de 35,50 %)
  - En 2015, Fraport (associé à l'opérateur grec Colezopoulos) annonce la signature d'un accord de concession pour une durée de 40 ans pour la gestion de 14 aéroports en Grèce ; les aéroports concernés par cet accord sont ceux de Aktion, Chania, Corfu, Kavala, Kefalonia, Kos, Mytilene, Mykonos, Rhodes, Samos, Santorini, Skiathos, Thessaloniki and Zakynthos.
- Moyen-Orient
  - Les aéroports de Riyad en Arabie saoudite
- Asie
  - L'Aéroport d'Antalya en Turquie (concessionnaire pour la gestion des terminaux)
  - L'aéroport international Indira Gandhi de Delhi en Inde
  - L'aéroport de Xi'an en Chine  (participation de 24,50 %)
- Afrique
  - L'aéroport du Caire en Égypte
- Amériques
  - L'aéroport de Lima au Pérou (participation de 70,01 %)

En 2009, Fraport a annulé son engagement à l'aéroport de Francfort-Hahn, aéroport desservi par des compagnies low-cost à plus de 130 km de Francfort-sur-le-Main, et a cédé sa participation à hauteur de 65 % au Land de Rhénanie-Palatinat. L'aéroport de Hahn reste toutefois une possibilité d'esquive pour des vols de nuits.